# Emílson Cribari
Emílson Sánchez Cribari (n. 6 martie 1980 Cambará, Paraná, Brazilia) este un fotbalist brazilian, care joacă pentru clubul scoțian Rangers FC.